# Playboy Playmate 1970-1979
La lista delle playmate apparse sulla pagina centrale (il cosiddetto centerfold) nelle edizione americana di Playboy dal 1970 al 1979.

## 1970
- Jill Taylor
- Linda Forsythe
- Chris Koren
- Barbara Hillary
- Jennifer Liano
- Elaine Morton
- Carol Willis
- Sharon Olivia Clark
- Debbie Ellison
- Madeleine Collinson e Mary Collinson
- Avis Miller
- Carol Imhof
- Playmate dell'anno - ?

## 1971
- Liv Lindeland
- Willy Rey
- Cynthia Hall
- Chris Cranston
- Janice Pennington
- Lieko English
- Heather Van Every
- Cathy Lynn Rowland
- Crystal K. Smith
- Claire Rambeau
- Danielle de Vabre
- Karen Christy
- Playmate dell'anno - ?

## 1972
- Marilyn Cole
- P. J. Lansing
- Ellen Michaels
- Vicki Peters
- Deanna Baker
- Debbie Davis
- Carol O'Neal
- Linda Summers
- Susan Miller
- Sharon Johansen
- Lenna Sjööblom
- Mercy Rooney
- Playmate dell'anno - ?

## 1973
- Miki Garcia
- Cyndi Wood
- Bonnie Large
- Julie Woodson
- Anulka Dziubinska
- Ruthy Ross
- Martha Smith
- Phyllis Coleman
- Geri Glass
- Valerie Lane
- Monica Tidwell
- Christine Maddox
- Playmate dell'anno - ?

## 1974
- Nancy Cameron
- Francine Parks
- Pamela Zinszer
- Marlene Morrow
- Marilyn Lange
- Sandy Johnson
- Carol Vitale
- Jean Manson
- Kristine Hanson
- Ester Cordet
- Bebe Buell
- Janice Raymond
- Playmate dell'anno - ?

## 1975
- Lynnda Kimball
- Laura Misch
- Ingeborg Sorensen
- Victoria Cunningham
- Bridgett Rollins
- Azizi Johari
- Lynn Schiller
- Lillian Müller
- Mesina Miller
- Jill De Vries
- Janet Lupo
- Nancie Li Brandi
- Playmate dell'anno - ?

## 1976
- Daina House
- Laura Lyons
- Ann Pennington
- Denise Michele
- Patricia Margot McClain
- Debra Peterson
- Deborah Borkman
- Linda Beatty
- Whitney Kaine
- Hope Olson
- Patti McGuire
- Karen Hafter
- Playmate dell'anno - ?

## 1977
- Susan Lynn Kiger
- Star Stowe
- Nicki Thomas
- Lisa Sohm
- Sheila Mullen
- Virve Reid
- Sondra Theodore
- Julia Lyndon
- Debra Jo Fondren
- Kristine Winder
- Rita Lee
- Ashley Cox
- Playmate dell'anno - ?

## 1978
- Debra Jensen
- Janis Schmitt
- Christina Smith
- Pamela Jean Bryant
- Kathryn Morrison
- Gail Stanton
- Karen Elaine Morton
- Vicki Witt
- Rosanne Katon
- Marcy Hanson
- Monique St. Pierre
- Janet Quist
- Playmate dell'anno - ?

## 1979
- Candy Loving
- Lee Ann Michelle
- Denise McConnell
- Missy Cleveland
- Michele Drake
- Louann Fernald
- Dorothy Mays
- Dorothy Stratten
- Vicki McCarty
- Ursula Buchfellner
- Sylvie Garant
- Candace L. Collins
- Playmate dell'anno - ?